# Bronte Barratt
Bronte Amelia Arnold Barratt (Brisbane (Queensland), 8 februari 1989) is een Australische zwemster. Ze vertegenwoordigde haar vaderland op de Olympische Zomerspelen 2008 in Peking, op de Olympische Zomerspelen 2012 in Londen en op de Olympische Zomerspelen 2016 in Rio de Janeiro.

## Carrière
Barratt maakte haar internationale debuut tijdens de wereldkampioenschappen zwemmen 2005 in Montreal, daar was zij lid van de zilveren estafetteploeg op de 4x200 meter vrije slag. Haar ploeggenoten waren Lisbeth Lenton, Shayne Reese en Linda Mackenzie.
Op de Gemenebestspelen 2006 in Melbourne won de Australische brons op de 400 meter vrije slag en goud met de 4x200 meter vrije slag ploeg, samen met Lisbeth Lenton, Kelly Stubbins en Linda Mackenzie. Enkele weken later tijdens de wereldkampioenschappen kortebaanzwemmen 2006 in Shanghai veroverde Barratt zilver op de 400 meter vrije slag, op de 4x200 meter vrije slag sleepte ze samen met Jessicah Schipper, Shayne Reese en Lisbeth Lenton de gouden medaille in de wacht. In Victoria nam de Australische deel aan de Pan Pacific kampioenschappen zwemmen 2006, op dit toernooi legde ze beslag op de bronzen medaille op de 200 meter vrije slag en eindigde ze als vierde op de 400 meter vrije slag. Samen met Shayne Reese, Kelly Stubbins en Linda Mackenzie veroverde ze de zilveren medaille op de 4x200 meter vrije slag.
Tijdens de wereldkampioenschappen zwemmen 2007, voor eigen publiek in Melbourne, strandde Barratt in de series van zowel de 200 als de 400 meter vrije slag. In de series van de 4x200 meter vrije slag zwom ze in de series samen met Linda Mackenzie, Stephanie Rice en Lara Davenport, in de finale eindigden Rice en Davenport samen met Lisbeth Lenton en Jodie Henry als vierde.
Op de wereldkampioenschappen kortebaanzwemmen 2008 in Manchester eindigde de Australische als vierde op de 400 meter vrije slag, op de 4x200 meter vrije slag sleepte ze samen met Angie Bainbridge, Kelly Stubbins en Kylie Palmer de bronzen medaille in de wacht. Samen met Angie Bainbridge, Sally Foster en Kelly Stubbins vormde ze een team in de series van de 4x100 meter vrije slag, in de finale legden Stubbins en Bainbridge samen met Alice Mills en Shayne Reese beslag op de zilveren medaille. Voor haar inspanningen in de series ontvingen Barratt de zilveren medaille. Tijdens de Olympische Zomerspelen 2008 in Peking eindigde Barratt twee keer als zevende, op zowel de 200 als de 400 meter vrije slag, en veroverde goud op de 4x200 meter vrije slag samen met haar landgenotes Stephanie Rice, Kylie Palmer en Linda Mackenzie. Het kwartet verbeterde tevens het wereldrecord dat in handen was van de Amerikaanse ploeg met 5,78 seconden.

### 2009-2012
In de Italiaanse hoofdstad Rome nam de Australische deel aan de wereldkampioenschappen zwemmen 2009, op dit toernooi werd ze uitgeschakeld in de series van de 400 meter vrije slag. Op de 4x200 meter vrije slag eindigde ze samen met Ellen Fullerton, Stephanie Rice en Merindah Dingjan op de vijfde plaats.
Op de Pan Pacific kampioenschappen zwemmen 2010 in Irvine strandde Barratt in de series van de 100, 200 en 400 meter vrije slag. Tijdens de Gemenebestspelen 2010 in Delhi werd de Australische uitgeschakeld in de series van zowel de 200 als de 400 meter vrije slag, samen met Kylie Palmer, Blair Evans en Meagen Nay sleepte ze de gouden medaille in de wacht op de 4x200 meter vrije slag.
In Shanghai nam Barratt deel aan de wereldkampioenschappen zwemmen 2011, op dit toernooi eindigde ze als vijfde op de 200 meter vrije slag en strandde ze in de series van de 400 meter vrije slag. Op de 4x200 meter vrije slag legde ze samen met Angie Bainbridge, Blair Evans en Kylie Palmer beslag op de zilveren medaille, samen met Marieke Guehrer, Merindah Dingjan en Alicia Coutts eindigde ze als vijfde op de 4x100 meter vrije slag.
Tijdens de Olympische Zomerspelen van 2012 in Londen veroverde de Australische de bronzen medaille op de 200 meter vrije slag, op de 400 meter vrije slag werd ze uitgeschakeld in de series. Op de 4x200 meter vrije slag sleepte ze samen met Melanie Schlanger, Kylie Palmer en Alicia Coutts de zilveren medaille in de wacht.

### 2013-heden
In Barcelona nam Barratt deel aan de wereldkampioenschappen zwemmen 2013. Op dit toernooi strandde ze in de halve finales van de 200 meter vrije slag en in de series van de 400 meter vrije slag. Op de 4x200 meter vrije slag legde ze samen met Alicia Coutts, Brittany Elmslie en Kylie Palmer beslag op de zilveren medaille.
Tijdens de Gemenebestspelen 2014 in Glasgow veroverde de Australische de bronzen medaille op de zowel de 200 als de 400 meter vrije slag. Samen met Emma McKeon, Alicia Coutts en Brittany Elmslie sleepte ze de gouden medaille in de wacht op de 4x200 meter vrije slag. Op de Pan-Pacifische kampioenschappen zwemmen 2014 in Gold Coast behaalde Barratt de zilveren medaille op de 200 meter vrije slag, daarnaast eindigde ze als zesde op de 400 meter vrije slag en werd ze uitgeschakeld in de series van zowel de 50 als de 100 meter vrije slag. Op de 4x200 meter vrije slag legde ze samen met Emma McKeon, Brittany Elmslie en Melanie Schlanger beslag op de zilveren medaille.
In Kazan nam de Australische deel aan de wereldkampioenschappen zwemmen 2015. Op dit toernooi eindigde ze samen met Jessica Ashwood, Leah Neale en Emma McKeon als zesde op de 4x200 meter vrije slag. Op de 4x100 meter vrije slag zwom ze samen met Emily Seebohm, Madison Wilson en Melanie Wright in de series, in de finale werd Seebohm samen met Emma McKeon, Bronte Campbell en Cate Campbell wereldkampioen. Voor haar aandeel in de series werd Barratt beloond met eveneens de gouden medaille.
Tijdens de Olympische Zomerspelen van 2016 in Rio de Janeiro eindigde Barratt als vijfde op de 200 meter vrije slag. Samen met Leah Neale, Emma McKeon en Tamsin Cook veroverde ze de zilveren medaille op de 4x200 meter vrije slag.

## Internationale toernooien
| Jaar | Olympische Spelen                                           | WK langebaan                                                                              | WK kortebaan                                                                              | PanPacs                                                                                               | Gemenebestspelen                                             |
| ---- | ----------------------------------------------------------- | ----------------------------------------------------------------------------------------- | ----------------------------------------------------------------------------------------- | --- | ------------------------------------------------------------ |
| 2005 |                                                             | 4x200m vrije slag                                                                         |                                                                                           | |                                                              |
| 2006 |                                                             |                                                                                           | 10e 200m vrije slag · 400m vrije slag · 4x200m vrije slag                                 | 200m vrije slag · 5e 400m vrije slag · 4x200m vrije slag                                              | 4e 200m vrije slag · 400m vrije slag · 4x200m vrije slag     |
| 2007 |                                                             | 10e 200m vrije slag 10e 400m vrije slag 4e 4x200m vrije slag Barratt zwom enkel de series |                                                                                           | |                                                              |
| 2008 | 7e 200m vrije slag · 7e 400m vrije slag · 4x200m vrije slag |                                                                                           | 4e 400m vrije slag · 4x100m vrije slag · Barratt zwom enkel de series · 4x200m vrije slag | |                                                              |
| 2009 |                                                             | 27e 400m vrije slag 5e 4x200m vrije slag                                                  |                                                                                           | |                                                              |
| 2010 |                                                             |                                                                                           | geen deelname                                                                             | 34e 100m vrije slag 31e 200m vrije slag 21e 400m vrije slag                                           | 9e 200m vrije slag · 10e 400m vrije slag · 4x200m vrije slag |
| 2011 |                                                             | 5e 200m vrije slag · 11e 400m vrije slag · 5e 4x100m vrije slag · 4x200m vrije slag       |                                                                                           | |                                                              |
| 2012 | 200m vrije slag · 12e 400m vrije slag · 4x200m vrije slag   |                                                                                           | geen deelname                                                                             | |                                                              |
| 2013 |                                                             | 12e 200m vrije slag · 13e 400m vrije slag · 4x200m vrije slag                             |                                                                                           | |                                                              |
| 2014 |                                                             |                                                                                           | geen deelname                                                                             | 22e 50m vrije slag · serie 100m vrije slag · 200m vrije slag · 6e 400m vrije slag · 4x200m vrije slag | 200m vrije slag · 400m vrije slag · 4x200m vrije slag        |
| 2015 |                                                             | 4x100m vrije slag · Barratt zwom enkel de series · 6e 4x200m vrije slag                   |                                                                                           | |                                                              |
| 2016 | 5e 200m vrije slag · 4x200m vrije slag                      |                                                                                           | 6-11 december                                                                             | |                                                              |

## Persoonlijke records
Bijgewerkt tot en met 9 augustus 2016
Kortebaan
| Afstand         | Tijd    | Datum            | Plaats |
| --------------- | ------- | ---------------- | ------ |
| 100m vrije slag | 53,31   | 26 november 2015 | Sydney |
| 200m vrije slag | 1.54,26 | 28 november 2015 | Sydney |
| 400m vrije slag | 3.59,94 | 3 november 2007  | Sydney |

Langebaan
| Afstand         | Tijd    | Datum           | Plaats         |
| --------------- | ------- | --------------- | -------------- |
| 100m vrije slag | 54,39   | 11 april 2016   | Adelaide       |
| 200m vrije slag | 1.55,25 | 9 augustus 2016 | Rio de Janeiro |
| 400m vrije slag | 4.03,52 | 26 april 2013   | Adelaide       |